# Matilde II de Borbón
Matilde II de Borbón (?, 1234-?, 1262), llamada también Mahaut de Dampierre, fue condesa de Nevers, Tonnerre y Auxerre, y señora de Borbón y Dampierre.

## Biografía
Era hija de Arquimbaldo IX, señor de Borbón y de Dampierre y de Yolanda de Châtillon, condesa de Nevers, de Tonnerre y de Auxerre. Su padre murió durante la Séptima Cruzada en 1249, heredando el señorío de Borbón y Dampierre. En 1254, recibe los condados de Nevers, de Tonnerre y de Auxerre, al morir su madre.

## Descendencia
En febrero de 1247, Matilde se casó con Odón de Borgoña (1230-1269), hijo mayor de Hugo IV, duque de Borgoña  y de su primera esposa, Yolanda de Dreux. 
De esta unión nacieron tres hijas:
- Yolanda de Borgoña, (1247-1280), condesa de Nevers, casada con Juan-Tristán de Francia y luego en 1271 con Roberto de Dampierre, conde de Flandes.
- Margarita de Borgoña (1250-1308), condesa de Tonnerre, casada con Carlos I, conde de Anjou, después rey de Nápoles y de Sicilia.
- Adelaida de Borgoña (1251-1290), condesa de Auxerre, casada con Juan I, señor de Chalon y de Rochefort.[2]

## Muerte
Murió en 1262. Su hermana menor Inés de Dampierre, fue quien heredó el señorío de Borbón.
| Predecesor: Archimbaldo IX de Borbón | Señora de Borbón 1249-1262    | Sucesor: Inés de Dampierre    |
| Predecesor: Yolanda de Châtillon     | Condesa de Nevers 1254-1262   | Sucesor: Yolanda de Borgoña   |
| Predecesor: Yolanda de Châtillon     | Condesa de Tonnerre 1254-1262 | Sucesor: Margarita de Borgoña |
| Predecesor: Yolanda de Châtillon     | Condesa de Auxerre 1254-1262  | Sucesor: Adelaida de Borgoña  |